# Townsend Dorsum
Il Townsend Dorsum è una struttura geologica della superficie di 243 Ida.